# 文藝影院
文藝影院,是日本純種競賽馬匹。生涯活躍於中距離賽事，曾勝出玫瑰錦標及愛知盃。

## 出賽前
2019年2月26日出生於北海道浦河町三嶋牧場，成長途中被法赫德·本·阿卜杜勒·阿齊茲·阿勒薩尼酋長購入。
其後交由栗東訓練中心練馬師中內田充正訓練。

## 競賽生涯

### 2歲
2021年10月9日出戰阪神競馬場2歲新馬戰，比賽途中一直處於第三的位置展開推進，在直路上順勢加速透出並拋離對手，最終以3馬位優勢取得勝利。
其後出戰一捷馬戰歐石楠賞，雖然比賽初段順利搶佔位置，但在直路上未能保持走勢下以第六落敗。

### 3歲
2022年首戰為4月的表列賽勿忘草賞，出閘後順利進佔第四的位置，在彎道處逐步發力下於直路成功爆發出優秀末腳速度，突圍而出下取得勝利。

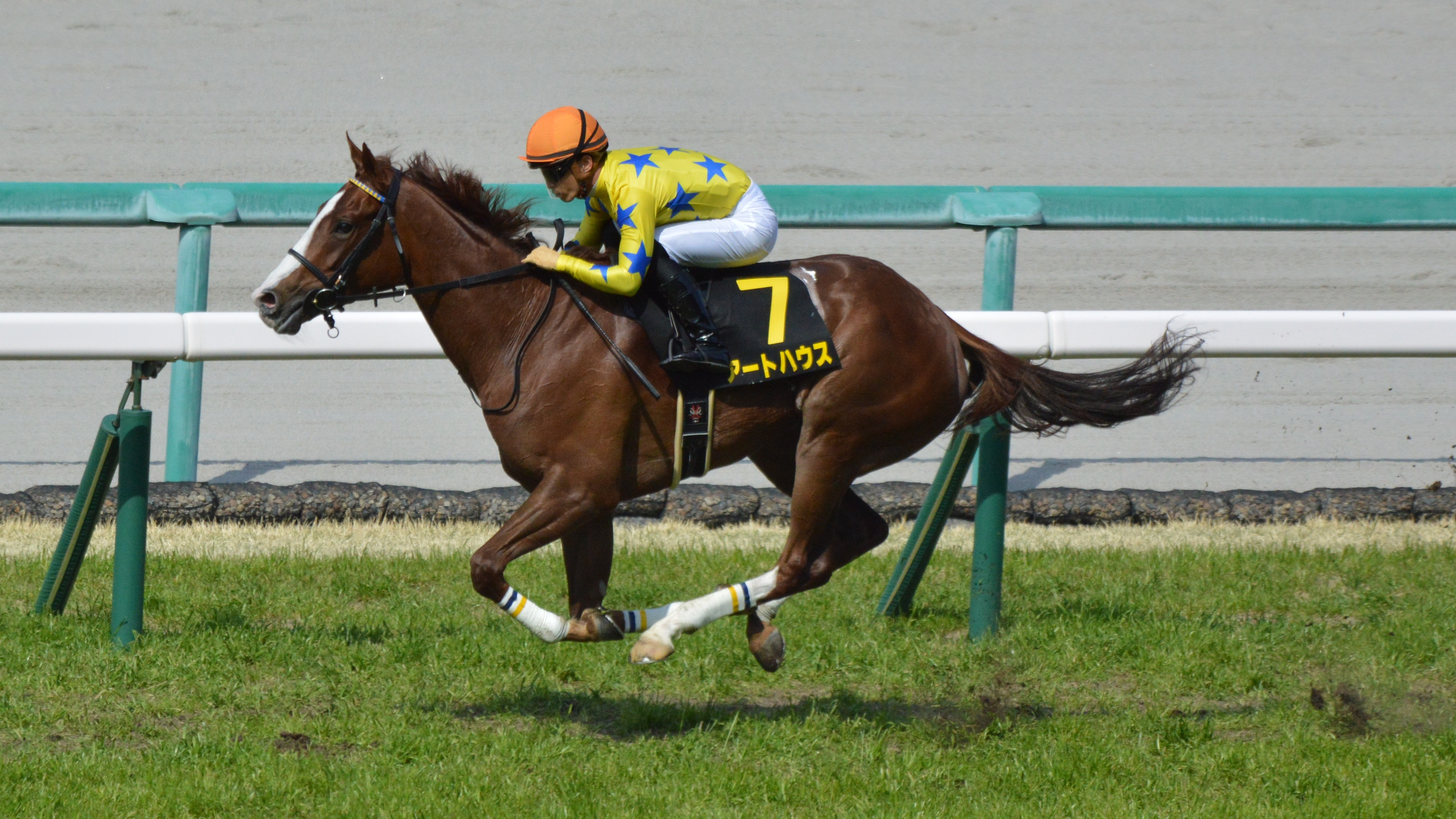
出戰勿忘草賞的文藝影院

5月按照計劃出戰優駿牝馬（日本橡樹大賽），雖然在比賽初段的反應不俗並可以穩步推進，但在直路力弱失速下以第七落敗。
入秋後以玫瑰錦標作為目標，比賽初段仍然選擇前置戰術作為目標，在第三、四彎道處開始尋找加速的時機。進入直路後，其稍微移出中團位置望空並展開加速，在最後200米處成功進入狀態下逐步超越，最終亦能阻止金輝佳作的攻勢取得首個分級賽冠軍。

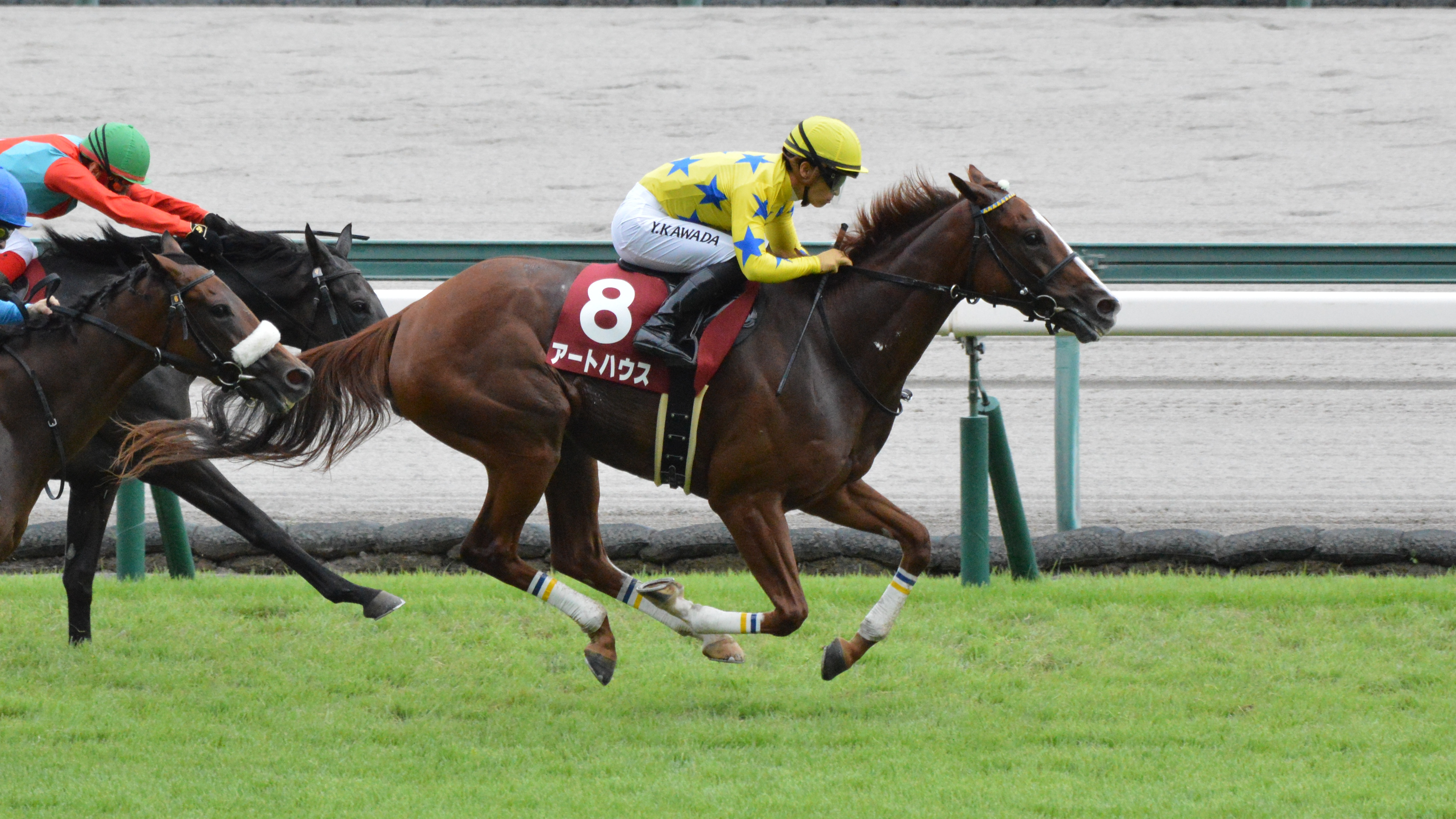
出戰玫瑰錦標的文藝影院

10月進軍一級賽秋華賞，本次比賽其選擇跟隨前方的Bright on Base及活快美韻推進，在彎道處開始發力於下於直路稍為透出，但最終未能維持走勢下敗於艷玫華彩、匯兩川、星映天下及Memory Raison取得第五。

### 4歲
2023年首戰定為1月14日的愛知盃，比賽初段維持在有利的先頭位置下順利推進，在直路上亦能於中檔位置瞬間衝出，最終成功超越前方的Icon Tailor及妙歌取得勝利。

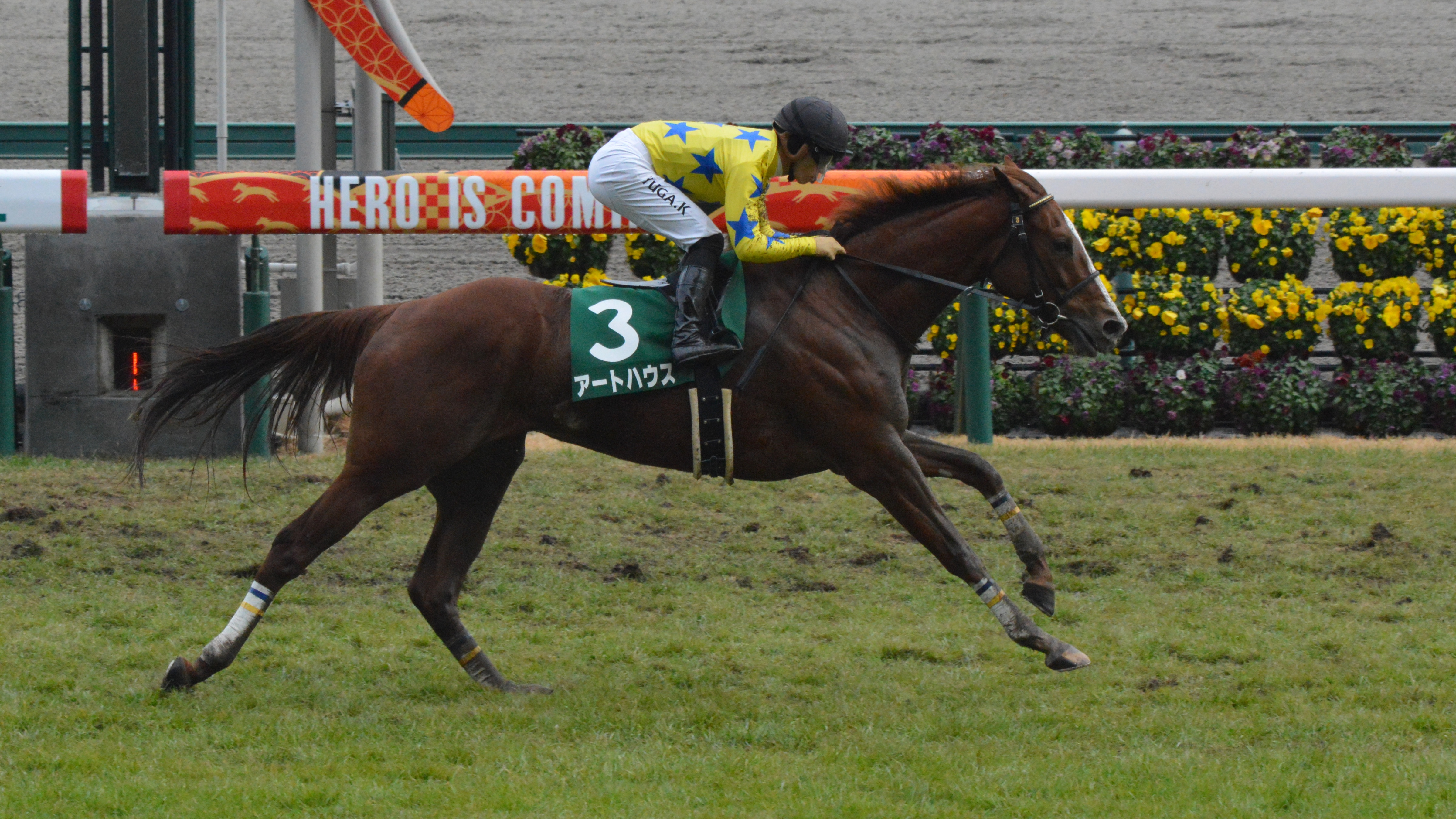
出戰愛知盃的文藝影院

3月11日出戰中山牝馬錦標，繼續採用先行戰術下在彎道處發力加速，但在直路上面對遊遍汪洋、Storia及Satono Cecil的攻勢下一直被壓制，最終跑獲第四的戰績。
其後原定以維多利亞一哩賽作為目標調整，但在賽前1星期出現左腸骨骨折的情況，最終避戰並進入休養。
順利康復下在秋季復出直走女皇伊利沙伯二世盃，但狀態低迷下在直路不斷失速，最終以第十三大敗。
賽後，陣營考慮其身體狀況，決定安排其退役。

### 詳細賽績
| 日期       | 舉辦國家 | 馬場 | 距離   | 級別 | 賽事名稱           | 負重 | 騎師     | 馬號 | 出馬 | 名次 | 時間   | 頭馬（二馬）       |
| ---------- | -------- | ---- | ------ | ---- | ------------------ | ---- | -------- | ---- | ---- | ---- | ------ | ------------------ |
| 9/10/2022  | 日本     | 阪神 | 草2000 |      | 2歲新馬            | 54   | 川田將雅 | 5    | 12   | 1    | 2:02.8 | （Shonan Addeybb） |
| 11/12/2022 | 日本     | 阪神 | 草2000 |      | 歐石楠賞           | 54   | 杜滿樂   | 2    | 11   | 6    | 2:00.6 | 里見日主           |
| 10/4/2022  | 日本     | 阪神 | 草2000 | L    | 勿忘草賞           | 54   | 川田將雅 | 7    | 8    | 1    | 2:00.3 | （Serket）         |
| 22/5/2023  | 日本     | 東京 | 草2400 | GI   | 優駿牝馬           | 55   | 川田將雅 | 3    | 17   | 7    | 2:24.9 | 星映天下           |
| 18/9/2023  | 日本     | 中京 | 草2000 | GII  | 玫瑰錦標           | 54   | 川田將雅 | 8    | 14   | 1    | 1:58.5 | （金輝佳作）       |
| 16/10/2023 | 日本     | 阪神 | 草2000 | GI   | 秋華賞             | 55   | 川田將雅 | 10   | 16   | 5    | 1:59.0 | 艷玫華彩           |
| 14/1/2023  | 日本     | 中京 | 草2000 | GIII | 愛知盃             | 55   | 川田將雅 | 3    | 15   | 1    | 2:03.1 | （Icon Tailor）    |
| 11/3/2023  | 日本     | 中山 | 草1800 | GIII | 中山牝馬錦標       | 57   | 川田將雅 | 4    | 14   | 4    | 1:47.0 | 遊遍汪洋           |
| 12/11/2023 | 日本     | 京都 | 草2200 | GI   | 女皇伊利沙伯二世盃 | 56   | 坂井瑠星 | 9    | 15   | 13   | 2:13.3 | 寬道路             |

## 退役後
退役後，文藝影院成為了繁殖雌馬，於北海道浦河町三嶋牧場休養，在2024年進行配種。首匹子嗣將於2025年出生，可於2027年出賽。

## 血統表
父系銀幕英雄爲日本賽駒，生涯戰績不俗，曾勝出一級賽日本盃。祖父草上飛爲美國生產的日本賽駒，生涯戰績優秀，曾勝出朝日盃三歲錦標及寶塚紀念，亦曾連霸有馬紀念。
母系Pearl Code為日本賽駒，雖生涯僅勝出條件戰，但曾於秋華賞跑獲第二。外祖父比薩勝駒為日本賽駒，生涯戰績優秀，曾勝出皋月賞及有馬紀念，亦為首匹勝出杜拜世界盃的日本賽駒。

### 血統表
| 父線：雷弼圖系（Hail to Reason系）                   |                                |                   |                |
| 種馬 銀幕英雄 2004年（栗色）                         | 草上飛 1995年（栗色）          | Silver Hawk       | 雷弼圖         |
| 種馬 銀幕英雄 2004年（栗色）                         | 草上飛 1995年（栗色）          | Silver Hawk       | Gris Vitesse   |
| 種馬 銀幕英雄 2004年（栗色）                         | 草上飛 1995年（栗色）          | Ameriflora        | 單色           |
| 種馬 銀幕英雄 2004年（栗色）                         | 草上飛 1995年（栗色）          | Ameriflora        | Graceful Touch |
| 種馬 銀幕英雄 2004年（栗色）                         | Running Heroine 1993年（棗色） | 週日寧靜          | Halo           |
| 種馬 銀幕英雄 2004年（栗色）                         | Running Heroine 1993年（棗色） | 週日寧靜          | Wishing Well   |
| 種馬 銀幕英雄 2004年（栗色）                         | Running Heroine 1993年（棗色） | Dyna Actress      | 北方風味       |
| 種馬 銀幕英雄 2004年（栗色）                         | Running Heroine 1993年（棗色） | Dyna Actress      | Model Sport    |
| 繁殖雌馬 Pearl Code 2013年（棕色）                   | 比薩勝駒 2007年（深棗色）      | 新宇宙            | 週日寧靜       |
| 繁殖雌馬 Pearl Code 2013年（棕色）                   | 比薩勝駒 2007年（深棗色）      | 新宇宙            | Pointed Path   |
| 繁殖雌馬 Pearl Code 2013年（棕色）                   | 比薩勝駒 2007年（深棗色）      | Whitewater Affair | Machiavellian  |
| 繁殖雌馬 Pearl Code 2013年（棕色）                   | 比薩勝駒 2007年（深棗色）      | Whitewater Affair | Much too Risky |
| 繁殖雌馬 Pearl Code 2013年（棕色）                   | Magic Code 1995年（栗色）      | Lose Code         | Codex          |
| 繁殖雌馬 Pearl Code 2013年（棕色）                   | Magic Code 1995年（栗色）      | Lose Code         | Loss or Gain   |
| 繁殖雌馬 Pearl Code 2013年（棕色）                   | Magic Code 1995年（栗色）      | Beautiful Pet     | Flying Paster  |
| 繁殖雌馬 Pearl Code 2013年（棕色）                   | Magic Code 1995年（栗色）      | Beautiful Pet     | Album          |
| 雌系：週日寧靜 3×4、北地舞人 5×5、Hail to Reason 5×5 |                                |                   |                |
| 五代內近親交配：{{{cross}}}                          |                                |                   |                |

## 命名由來
名字Art House（アートハウス）是戲院的一種，經常用於放映實驗片及文艺片，聯想自父系銀幕英雄的名字，香港則取其意，翻譯為「文藝影院」。

## 外部連結
- 文藝影院 netkeiba.com （页面存档备份，存于）
- 血統表